# Koartykulacja
Koartykulacja – wymawianie (artykulacja) głosek w ciągu fonicznym; występowanie w artykulacji jakiejś głoski ruchów lub układów narządów mowy właściwych głosce lub głoskom sąsiednim.
Na przykład w sąsiedztwie głoski u inne głoski uzyskują zaokrąglenie wargowe. Dzieje się tak dlatego, że nie wymawiamy głosek wyabstrahowanych, lecz cały ich ciąg. W mowie ludzkiej widoczne są tendencje do ujednolicania wymowy, w wyniku tego procesu np. głoski dźwięczne i bezdźwięczne w swojej bezpośredniej obecności nie zachowują swych pierwotnych właściwości.
Koartykulacja obejmuje przede wszystkim:
- antycypację (upodobnienie wsteczne) – wcześniejsze przygotowanie narządów mowy do wymówienia kolejnej głoski;
- perseweracja (upodobnienie postępowe) – dłuższe utrzymywanie pozycji narządów mowy właściwych głosce poprzedniej;
- upodobnienia wewnątrz- i międzywyrazowe
- redukcję

Przykłady
- wtorek, wym. ftorek
- liczba, wym lidżba
- urok życia, wym. urog życia

## Procesy koartykulacyjne
- labializacja – zaokrąglenie warg w obecności niektórych głosek (np. u, o), rodzaj upodobnienia[3]
- palatalizacja – zmiękczanie głoski, wymowa głoski z dodatkową artykulacją środkowopodniebienną lub twardopodniebienną[4]
- welaryzacja – utworzenie podczas artykulacji dodatkowego zwężania poprzez wzniesienie tyłu języka w kierunku podniebienia miękkiego (por. wymowa wyrazów panga, dżungla); należy do upodobnień ze względu na miejsce artykulacji[5]